# Die deutsche Stimme 2003
Die deutsche Stimme 2003 war eine Castingshow, die das ZDF im Jahr 2003 ausstrahlte. Produziert wurde die Sendung von Endemol Deutschland, eine Fortsetzung gab es nicht.

## Konzept und Ablauf
Das Konzept der Sendung war an Deutschland sucht den Superstar angelehnt, mit dem Unterschied, dass die Kandidaten lediglich deutschsprachige Lieder singen durften. Auch betrug das Mindestalter für die Teilnahme 18 statt 14 Jahre, eine Grenze nach oben gab es nicht. Im Finale traten nicht zwei, sondern drei Personen gegeneinander an.
In der vierköpfigen Jury saßen Jule Neigel, Stefanie Tücking, Oliver Petszokat und Ralph Siegel. Die Liveshows wurden von Andrea Kiewel und Kai Böcking moderiert.
Das erste große Casting fand am 8. Juni 2003 in München statt, es folgten fünf weitere in anderen deutschen Großstädten. Von ca. 12000 Bewerbern kamen 3500 in eine Vorauswahl. Diese wurde noch nicht von der Jury vorgenommen, sondern durch fünf andere Experten, u. a. von Endemol und Ariola. Die vier Juroren traten erstmals beim Hauptcasting in Erscheinung, durchgeführt vom 1. bis 4. August 2003 in Köln. Aus den 3500 verbliebenen Bewerbern suchten sie 23 aus, welche anschließend Unterricht in Gesang und Choreografie erhielten. Nach einer letzten Auswahl blieben neun Kandidaten übrig, die in der ersten von insgesamt sieben Liveshows auftreten durften. Einen Zusammenschnitt der Castings zeigte das ZDF in vier Castingreports. Diese liefen samstags ab 18 Uhr, der erste am 30. August 2003.
Die erste Liveshow war am Donnerstag, den 18. September 2003 um 20.15 Uhr zu sehen, die anderen folgten im Wochenabstand. Die Jury kommentierte die Beiträge der Kandidaten zwar noch, für die Bewertung war nunmehr aber das Publikum zuständig. Wer beim Televoting die wenigsten Stimmen erhielt, war in der nächsten Sendung nicht mehr dabei. Zu den Teilnehmern der Liveshows gehörte auch Andreas Bourani, welcher damals den Nachnamen Stiegelmayr führte. Er schied am 9. Oktober 2003 aus.
Im Finale traten Sina Brandt (damals 26), Marco Matias (damals 28) sowie Eddie Leo Schruff (damals 31) gegeneinander an. Schruff gewann mit 43,1 Prozent der Stimmen.

## Erfolg und Kritik
Kritiker beschrieben Die deutsche Stimme 2003 als fade und wenig originell, am meisten störten sie sich an der großen Ähnlichkeit mit DSDS sowie auffälligen Parallelen zu anderen TV-Formaten. Manche verwiesen auch auf schlechte Einschaltquoten und den weitgehend ausgebliebenen kommerziellen Erfolg der Kandidaten.
Tatsächlich erfüllte die Sendung die in sie gesetzten Hoffnungen nicht. Das ZDF hatte einen Zuschaueranteil von mindestens 15 Prozent erwartet. Die Liveshow am 16. Oktober sahen jedoch nur 8,8 Prozent. Beim Finale am 30. Oktober betrug die Quote immerhin zwölf Prozent, bei den 14- bis 49-jährigen aber nur 8,7. Von den Liveshow-Teilnehmern erlangte nur Andreas Bourani eine größere Bekanntheit als Musiker. Seinen ersten Plattenvertrag bekam er aber erst 2010, also sieben Jahre nach der Teilnahme an Die deutsche Stimme 2003. Sebastian Hämer schaffte von 2006 bis 2010 vier Chart-Platzierungen, davon eine in den Top Ten. Eddie Leo Schruff spielte seit 2003 nebenberuflich in mehreren Bands, unter anderem Dave Zwieback und The Wanderers. In einem Interview Ende 2013 bezweifelte er den kommerziellen Wert von Castingshows.

## Auftritt
Am 17. April 2004 gaben Eddie Leo Schruff, Marco Matias und die viertplatzierte Juliane Klein ein zweistündiges Konzert in der Wiehltalhalle in Wiehl.

## Diskographie

### Album
- Die deutsche Stimme 2003. Die Lieder der Sieger (2003)

### Single
- eddie leo: flieg mit mir (2004)